# RBH Logistics
Die RBH Logistics ist ein Tochterunternehmen der DB Cargo AG und die Nachfolgegesellschaft von Werks-, Zechen- und Hafenbahnen im Raum der Bergwerksdirektion Recklinghausen. Durch die verschiedenen Firmenzusammenschlüsse und -aufteilungen ergab sich seit 1913 eine wechselvolle Geschichte. Das heute als Teil des Firmennamens genutzte Akronym RBH stand einige Jahre für die RAG-Bahn- und Hafenbetriebe und wurde beim Verkauf von dieser an die Railion Deutschland im Jahr 2005 beibehalten. Nach damaliger Angabe des neuen Eigentümers stehen die Buchstaben R, B und H nun für die Kernkompetenzen des Unternehmens: Eisenbahnverkehr (Rail), Binnenschifffahrt (Barge) und Hafenumschlag (Harbour).

## Geschichte

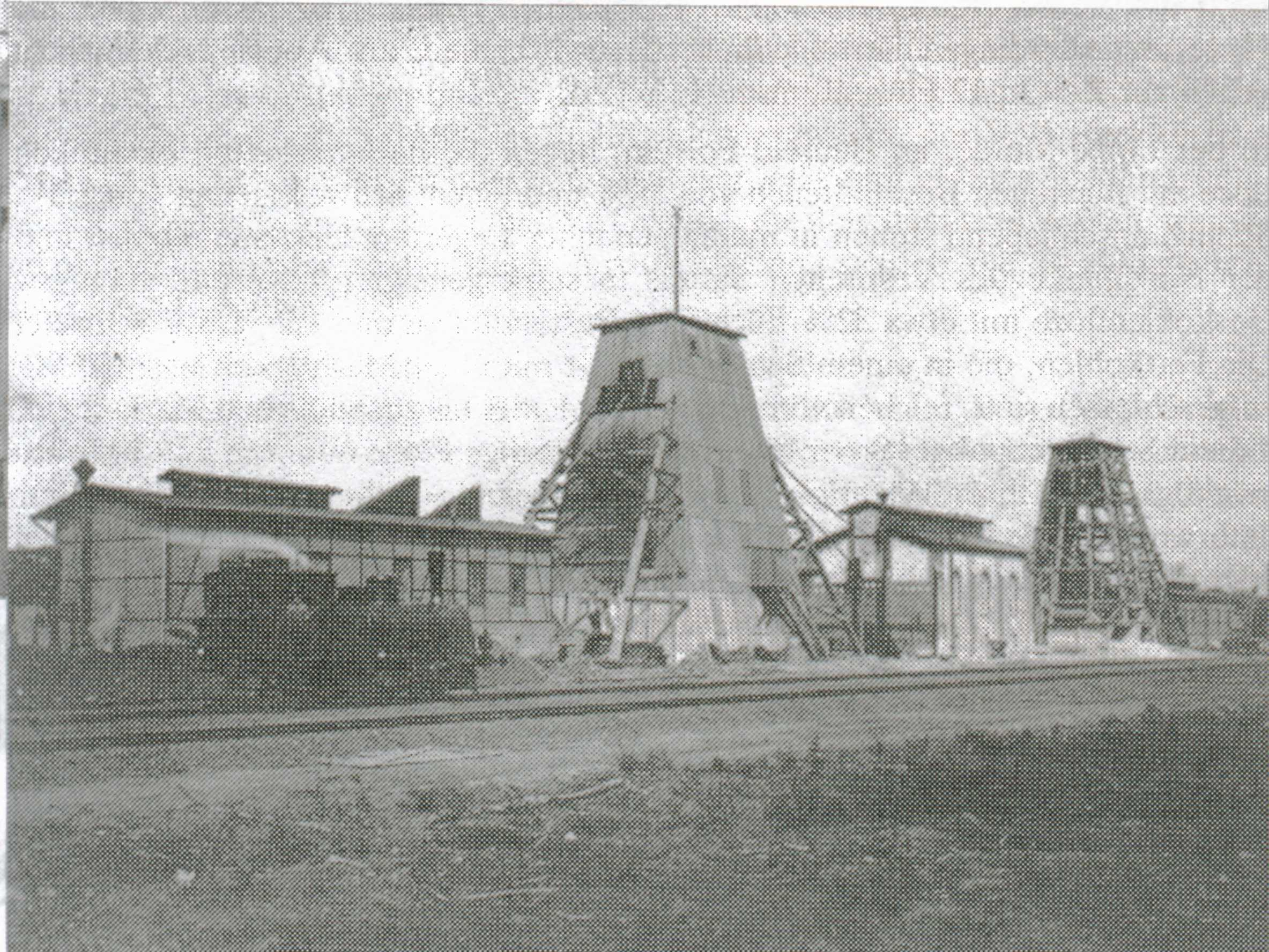
Zeche Westerholt etwa 1910 mit Werklok der Zechenbahn

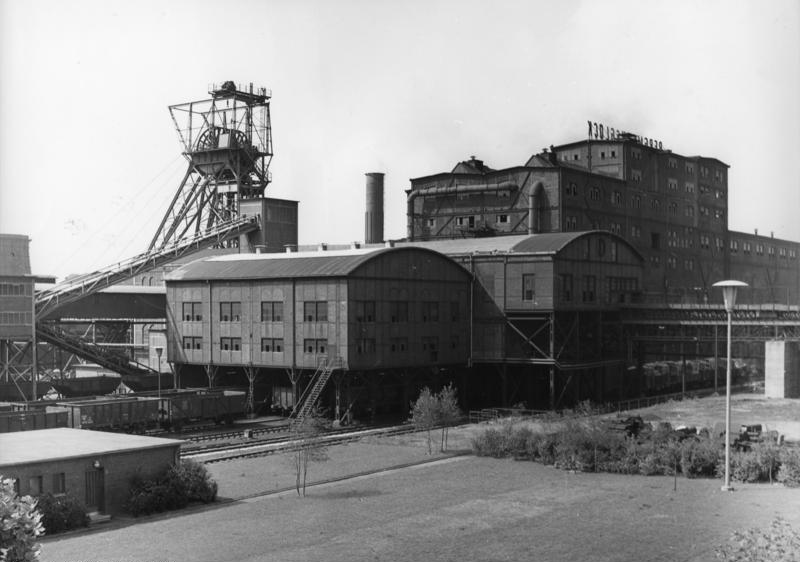
Umschlaganlagen der Zeche Bergmannsglück im Jahr 1959

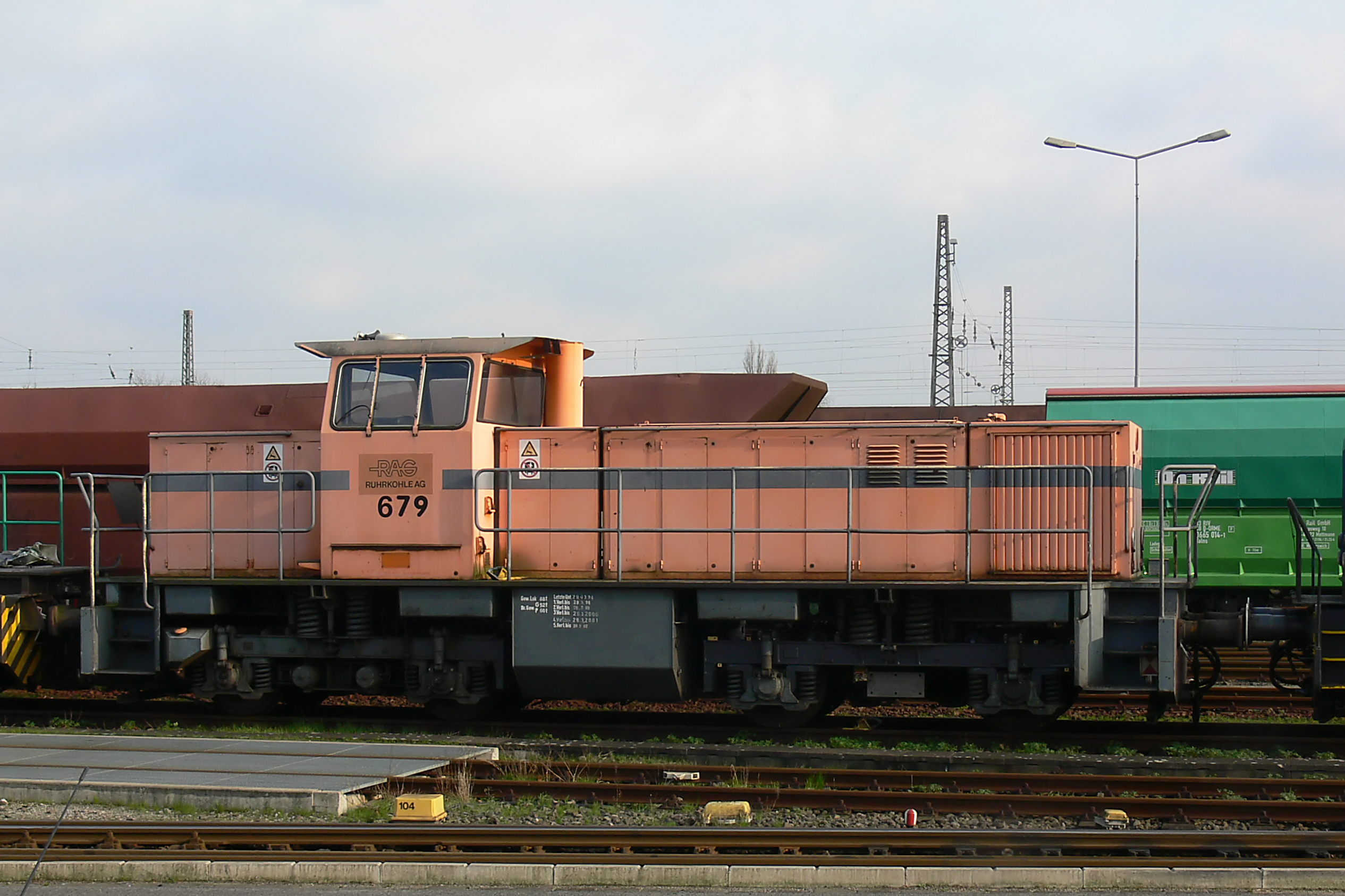
Lok 679 mit Beschriftung der RAG Bahn und Hafen (BuH)

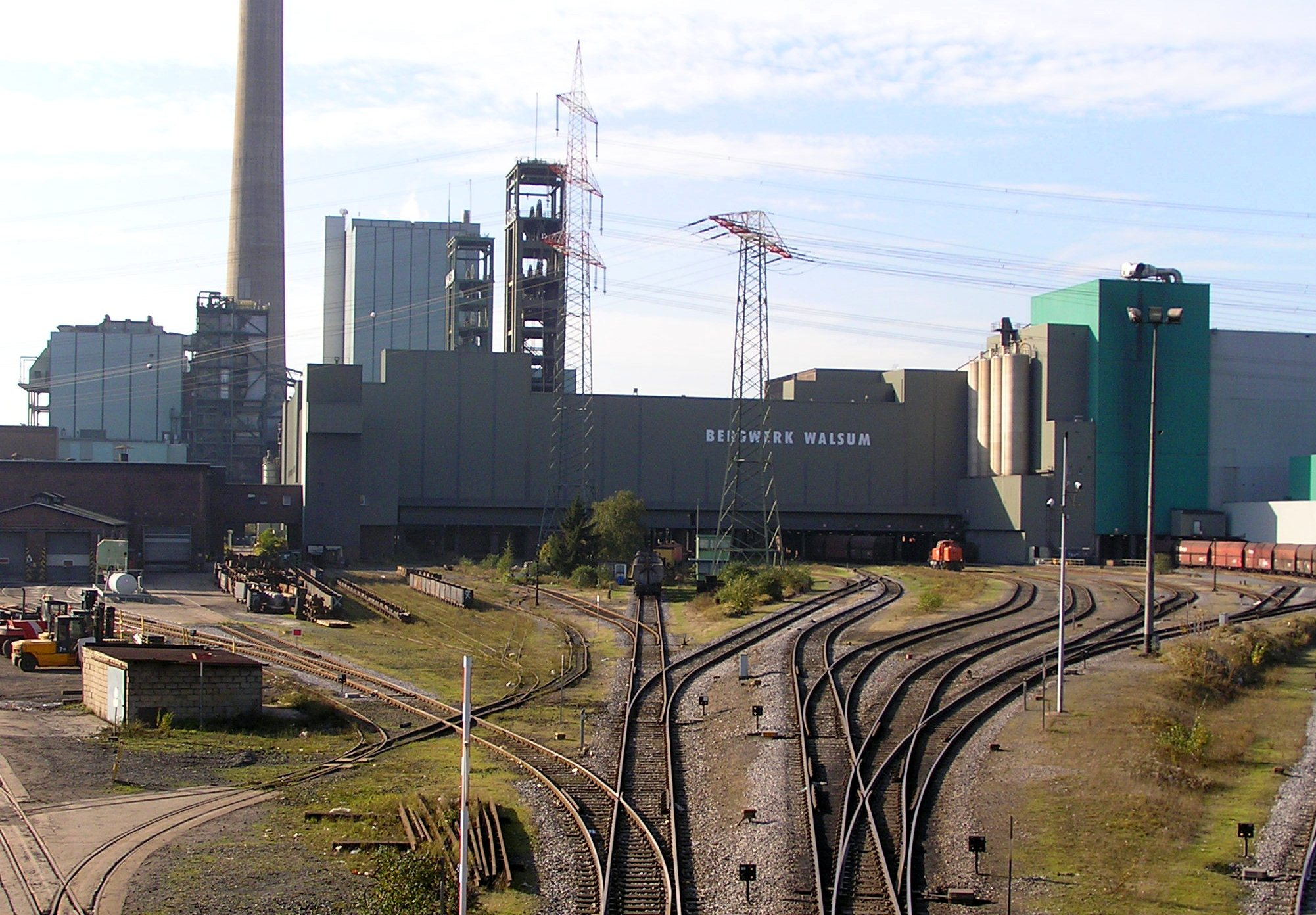
Gleisanlagen der RBH an der Zeche Walsum

Nach dem Abteufen der Schächte Möller (1897) und Rheinbaben (1898), die beide der königlich preußischen Bergwerksdirektion Recklinghausen unterstanden, wurde eine erste Zechenbahn zum Bahnhof Bottrop zum Versand der geförderten Kohlen mit der Eisenbahn eröffnet. Dieser folgte in den nächsten Jahren eine Verbindungsstrecke zu den weiter östlich gelegenen Zechen Zweckel, Scholven, Bergmannsglück und Westerholt, die 1910 fertiggestellt wurde. In Gladbeck und Hassel wurden zwei Sammelbahnhöfe errichtet, womit die Zechen auch Anschluss an die kurz zuvor eröffnete Hamm-Osterfelder Bahn erhielten.
Ab 1912 wird am Rhein-Herne-Kanal bei Bottrop ein eigener Hafen für den Kohleumschlag auf Binnenschiffe errichtet, der auch der Bergwerksdirektion Recklinghausen unterstellt und 1914 eröffnet wird. Zur gemeinsamen Verwaltung der Bahnen und des Hafens wird 1913 die Königliche Zechenbahn- und Hafenbetriebsgesellschaft mit Sitz in Gladbeck aus der Bergwerksdirektion gegründet. Ein Jahr später wird der Name geändert, die Gesellschaft heißt nun Königliche Zechenbahn- und Hafenverwaltung.
Im Jahr 1917 übernimmt die Verwaltung auch die Anlagen der Hibernia AG, wodurch in den nächsten Jahren die Bahnen der Zechen General Blumenthal und Schlägel & Eisen zum Bestand der Zechenbahn- und Hafenverwaltung kommen. Ferner werden zwei weitere Staatsbahnanschlüsse in Recklinghausen und Westerholt realisiert. In den folgenden Jahren folgen weitere Anschlüsse von Zechenbahnen und anderen Produktionsstandorten an das vorhandene Netz und neu gebaute Häfen, im Jahr 1926 umfasst das Netz der Zechenbahn- und Hafenverwaltung eine Länge von 34 km.
In diese Zeit fällt auch die Umwandlung der Bergwerksdirektion in die Bergwerks-AG Recklinghausen, nachdem der Zusatz „königlich“ bei Direktion und Zechenbahn- und Hafenverwaltung bereits 1918 mit dem Ende des Königreichs entfallen war. Letztere wird in der Folgezeit auch zunehmend als ZuH abgekürzt. 1935 werden die Betriebe der Bergwerks-AG Recklinghausen wiederum mit denen der Hibernia AG unter deren Namen vereinigt, die Bahn- und Hafenbetriebe firmieren weiter unter dem vorherigen Namen.
Dieser bleibt auch nach dem Zweiten Weltkrieg bestehen, zum Transport der in den zugehörigen Zechen geförderten Kohle und dem daraus gewonnenen Koks tritt nun auch der Erdöl-Transport vom Hafen Bottrop zum Chemiewerk in Scholven. In den 1960er Jahren erreicht die Streckenlänge ihren Höchststand, im Jahr 1963 betreibt die ZuH 170 km Gleise.
Nach der Gründung der Ruhrkohle AG im Jahr 1968 werden die Zechen- und Hafenbahnen sowie die Hafenanlagen der insgesamt neun Bergwerksunternehmen in der ZuH zusammengefasst, die nun unter dem Namen Zechenbahn- und Hafenbetriebe Ruhr-Mitte als Betriebsteil des neuen Unternehmens agiert. Durch einen Nutzungsvertrag über die Gleisanlagen der Deutschen Bundesbahn können nun alle RAG-Zechen mit ZuH-eigenen Fahrzeugen bedient werden. Zu diesem Zweck werden im Jahr 1985 97 Diesel-, 36 Elektrolokomotiven und 3.764 Güterwaggons auf 136 km eigenen Gleisen und einigen Verbindungsstrecken der Bundesbahn eingesetzt. Im Vorjahr wurde von 1252 Beschäftigten eine Tages-Umschlagleistung von 150.000 Tonnen erreicht.
In den 1980er Jahren schrumpfte das Gleisnetz durch die Stilllegung einiger Zechen und Verarbeitungsbetriebe, 1991 kamen weitere Gleislinien der Ruhrkohle AG dazu. Damit war eine großflächige Verbindung zwischen Bergwerken, Kokereien, Chemiebetrieben, Kraftwerken, Halden, Häfen und Zwischenlagern geschlossen worden. 1993 erhält das Unternehmen den neuen Namen RAG Bahn und Hafen Vertriebsgesellschaft (BuH) und übernimmt in den Folgejahren nach der Bahnreform auch weiter Transportleistungen auf den Strecken der Deutschen Bahn.
Mit der Übernahme der Saarbergwerke 1998 und der Preussag Anthrazit 1999 kamen weitere Zechenbahnen zur RAG, die jedoch als eigenständige Werksdirektion Bahn- und Hafenbetriebe in der Tochterfirma DSK geführt wurden.
Während die Transportleistungen und Streckenlängen der Bergwerksbahnen in den 1990er und 2000er Jahren aufgrund der Bergwerksstilllegungen eher zurückgingen, konnten die Chemie- und Kraftwerksbahnen sowie die reinen Logistikleistungen (unabhängig von Kohle, Erz und Stahl) zulegen.
Im Jahr 2004 wird infolge von Umstrukturierungen innerhalb des RAG-Konzerns das gesamte Bahn- und Hafengeschäft in der BuH zusammengefasst und diese in eine GmbH umgewandelt. Der neue Name lautet nun RAG Bahn und Hafen GmbH (RBH). Auch Transporte mit Binnenschiffen werden von der neuen Gesellschaft angeboten.
Ein Jahr später folgt der Verkauf der RBH an die Railion Deutschland (heute DB Cargo) und damit die Umwandlung in ein vom RAG-Konzern unabhängiges Logistikunternehmen. Es trägt seit Dezember 2006 den Namen RBH Logistics GmbH.
Mit Stand von 2007 arbeiteten bei der RBH Logistics etwa 900 Menschen. Die Transportleistung betrug in dem Jahr 1939 Mio. tkm. in den Häfen wurden 5,3 Mio. Tonnen umgeschlagen, dazu weitere 7,6 Mio. Tonnen Umschlagleistung im Umschlagterminal in den Duisburg-Ruhrorter Häfen.
Die Zentralwerkstatt in Gladbeck wurde im Oktober 2014 geschlossen. Daneben gab es auf noch betriebenen Zechen eigene Betriebswerke.
Ab dem 22. August 2011 gehörte auch die Zehlendorfer Eisenbahn und Hafen GmbH (ZEUHAG) in Berlin zu RBH Logistik. Der Betrieb wurde mit einer Diesellokomotive der Baureihe 365 der DB durchgeführt, die wegen der hohen Unfallträchtigkeit der Strecke mit einem gelben Rundumlicht auf dem Dach ausgerüstet war. Aufgrund der Abbestellung des Güterverkehrs wurde der Zugverkehr zum 2. Juli 2018 eingestellt.

## Heutiger Zustand
Heute besitzt die RBH Logistics 62 Lokomotiven und 63 Güterwagen (Falns). Die Triebfahrzeuge werden im Werk Oberhausen-Osterfeld von DB Cargo gewartet, Wagen in Köln-Gremberg und in Hagen.
Nicht mehr genutzte Bahnstrecken wurden in der Regel zurückgebaut und sind heute oft Rad- oder Wanderwege.

## Fahrzeuge

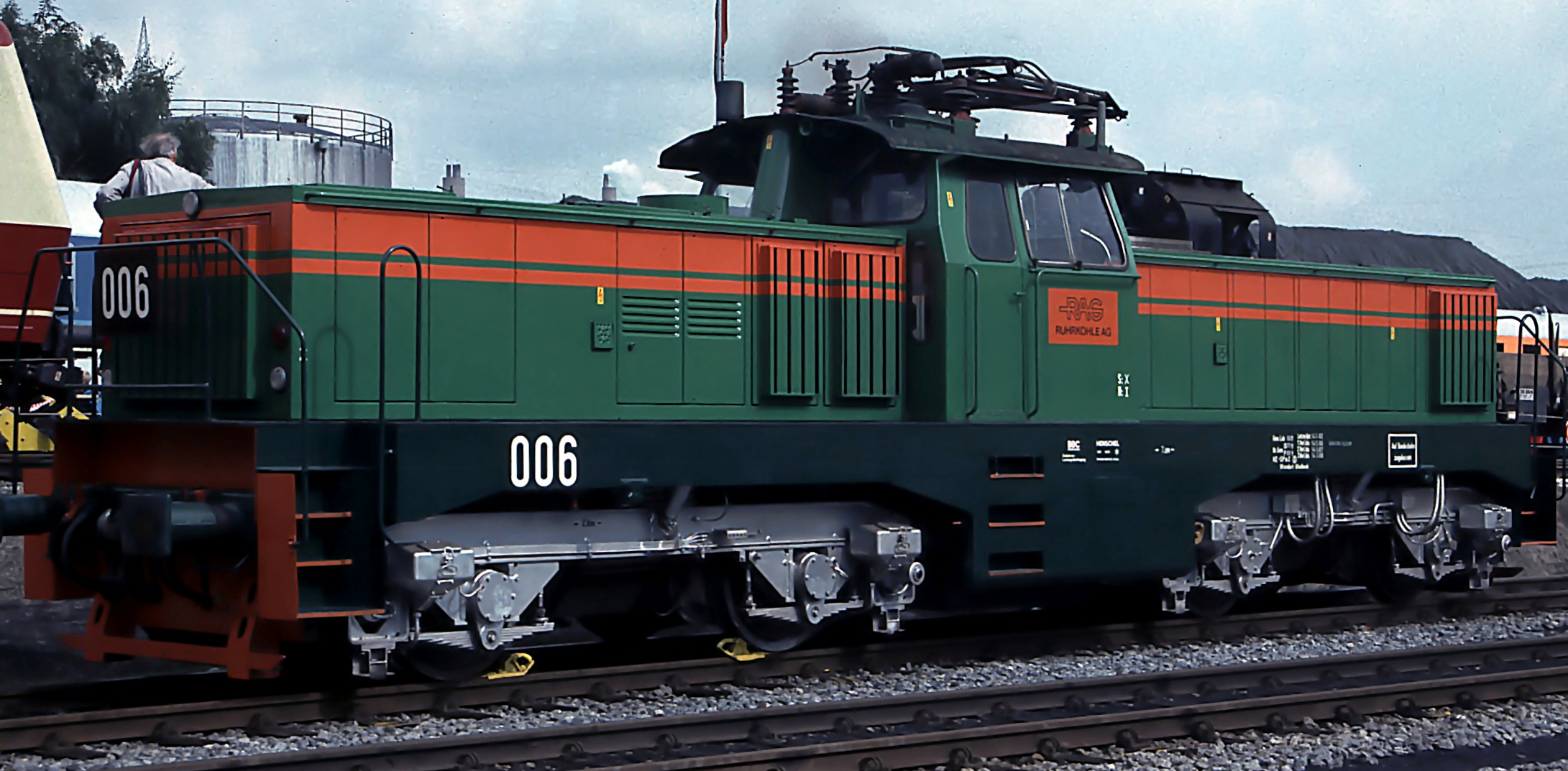
Lok 006 (Henschel E 1200) der ZuH im Jahr 1988

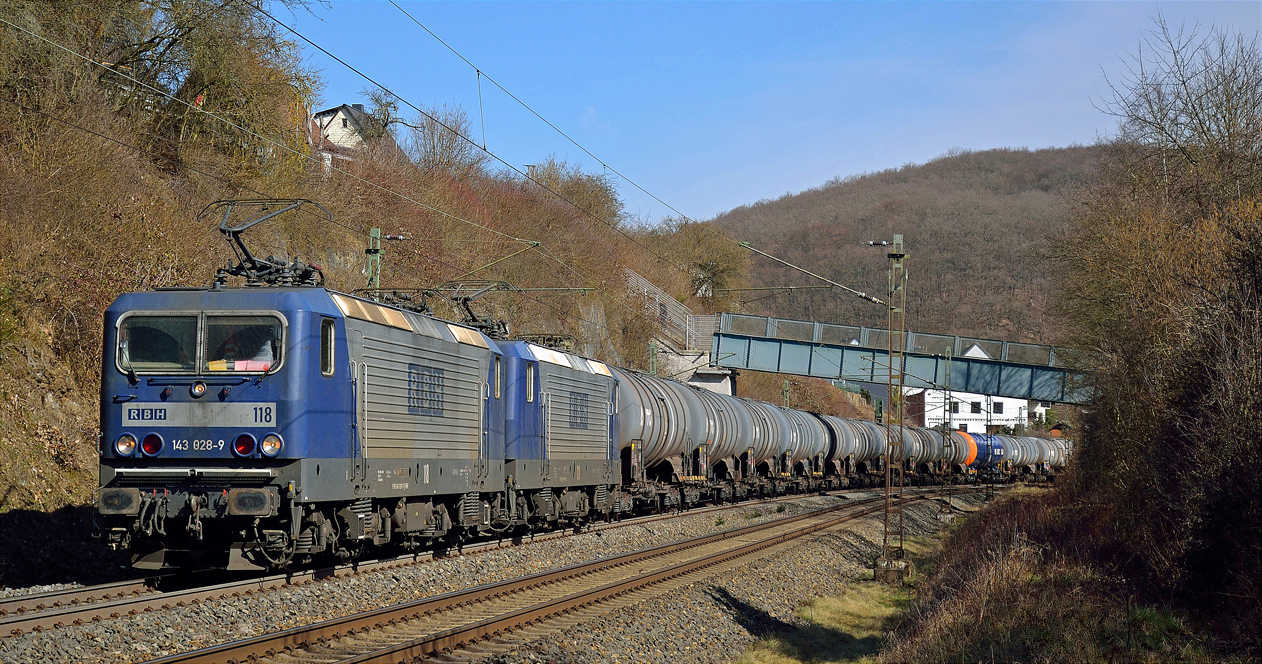
Eine Doppeltraktion der Baureihe 143 von RBH Logistics GmbH mit einem Ganzzug bestehend aus Kesselwagen auf der Dillstrecke bei Sechshelden (März 2017).

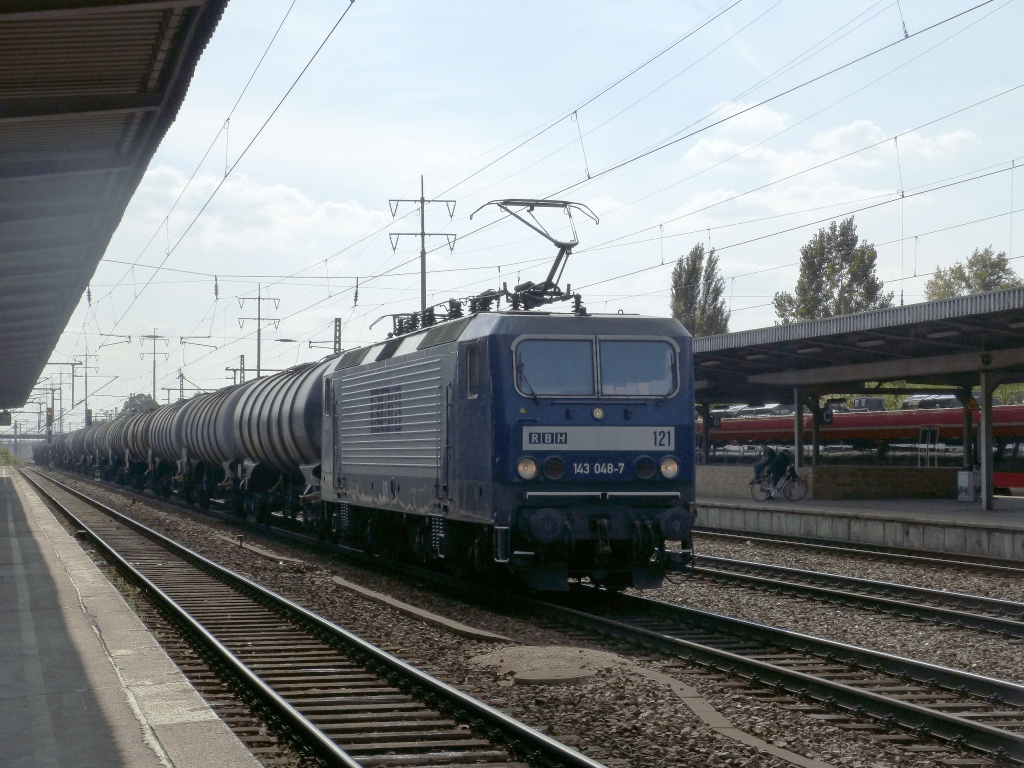
Ellok RBH 121 in aktueller Farbgebung

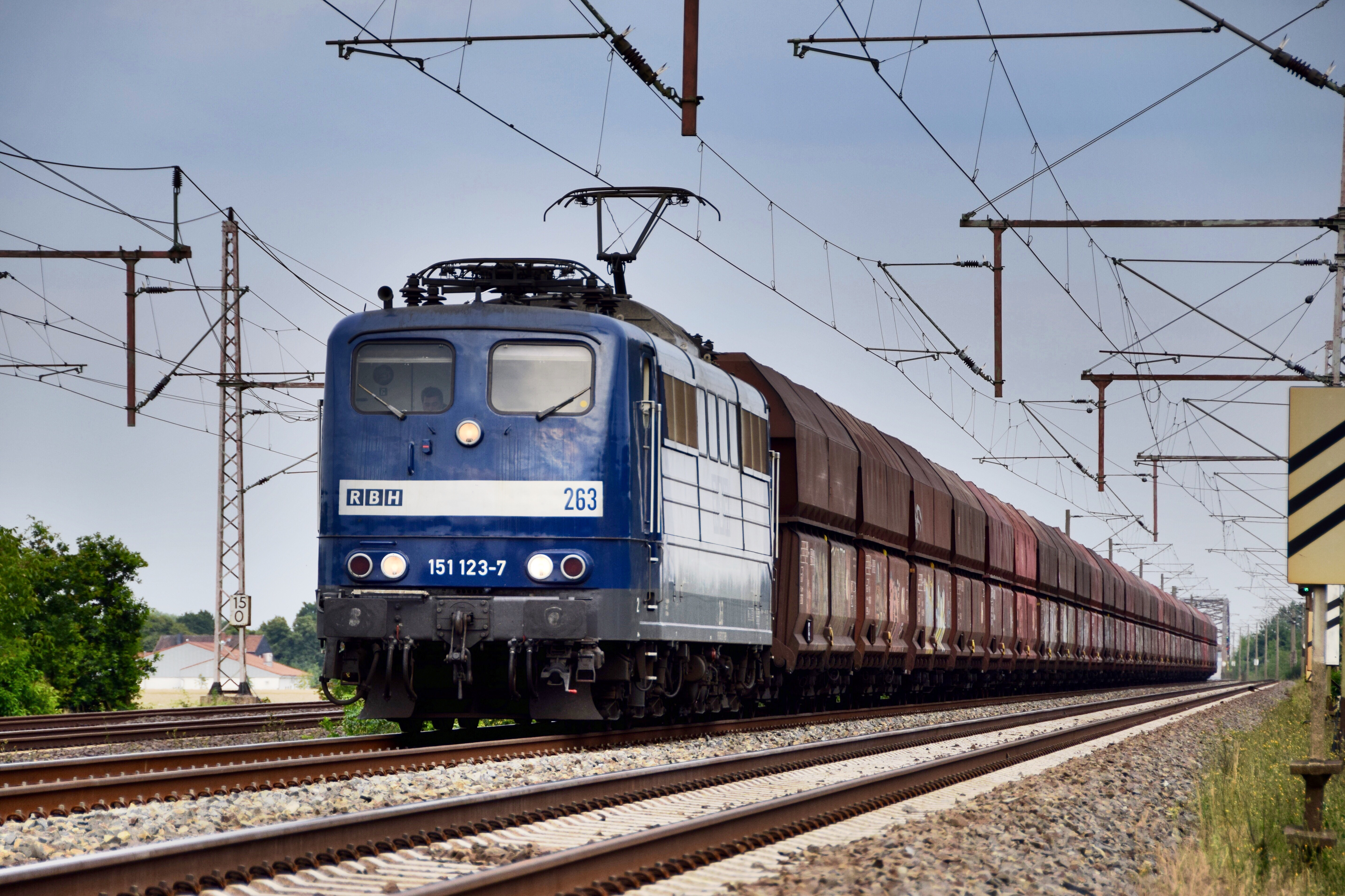
RBH 263 (DB Baureihe 151)

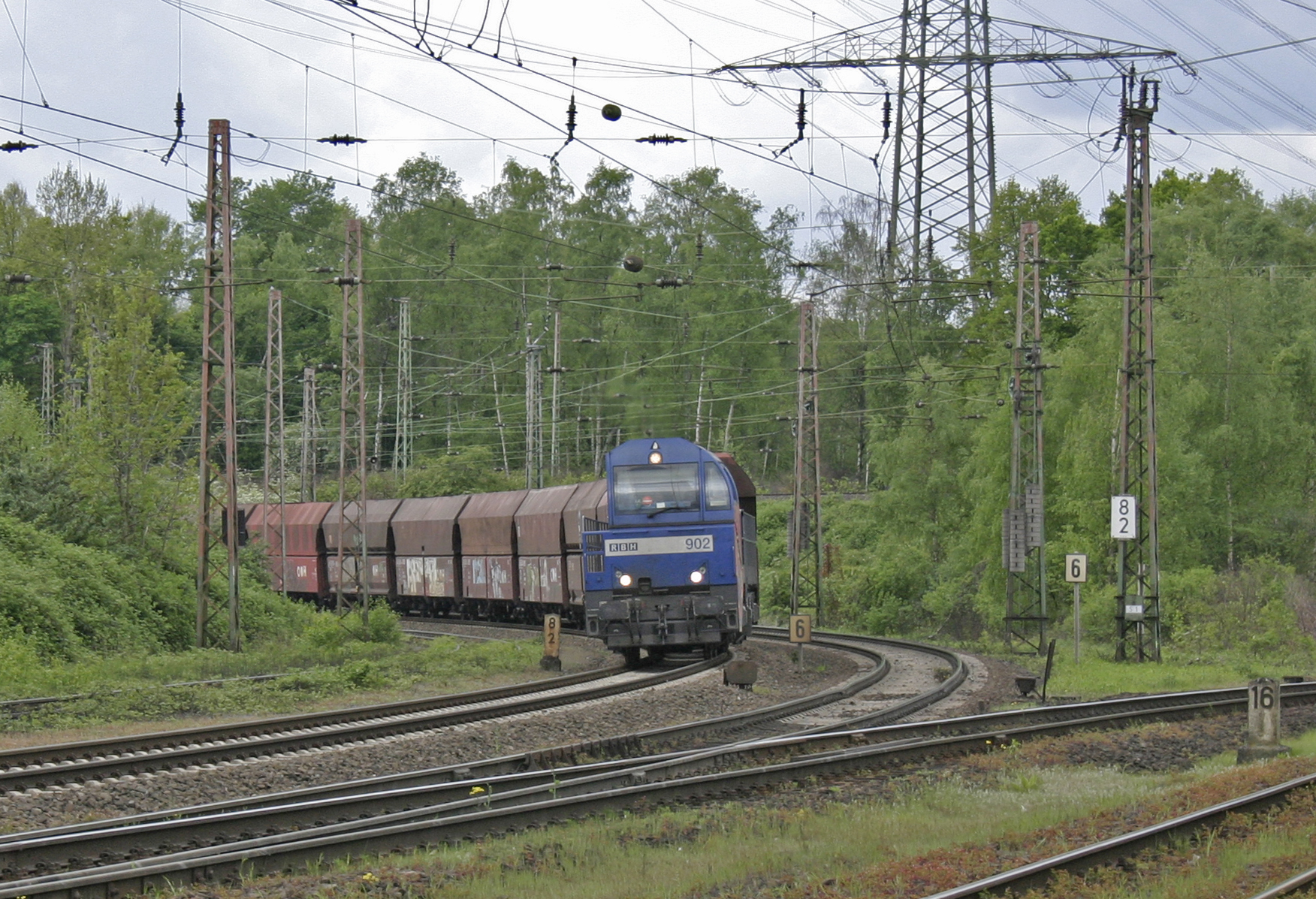
RBH 902 (Vossloh G 2000 BB) vor einem Leerzug bei der Einfahrt in den Bahnhof Bottrop Süd, 2015

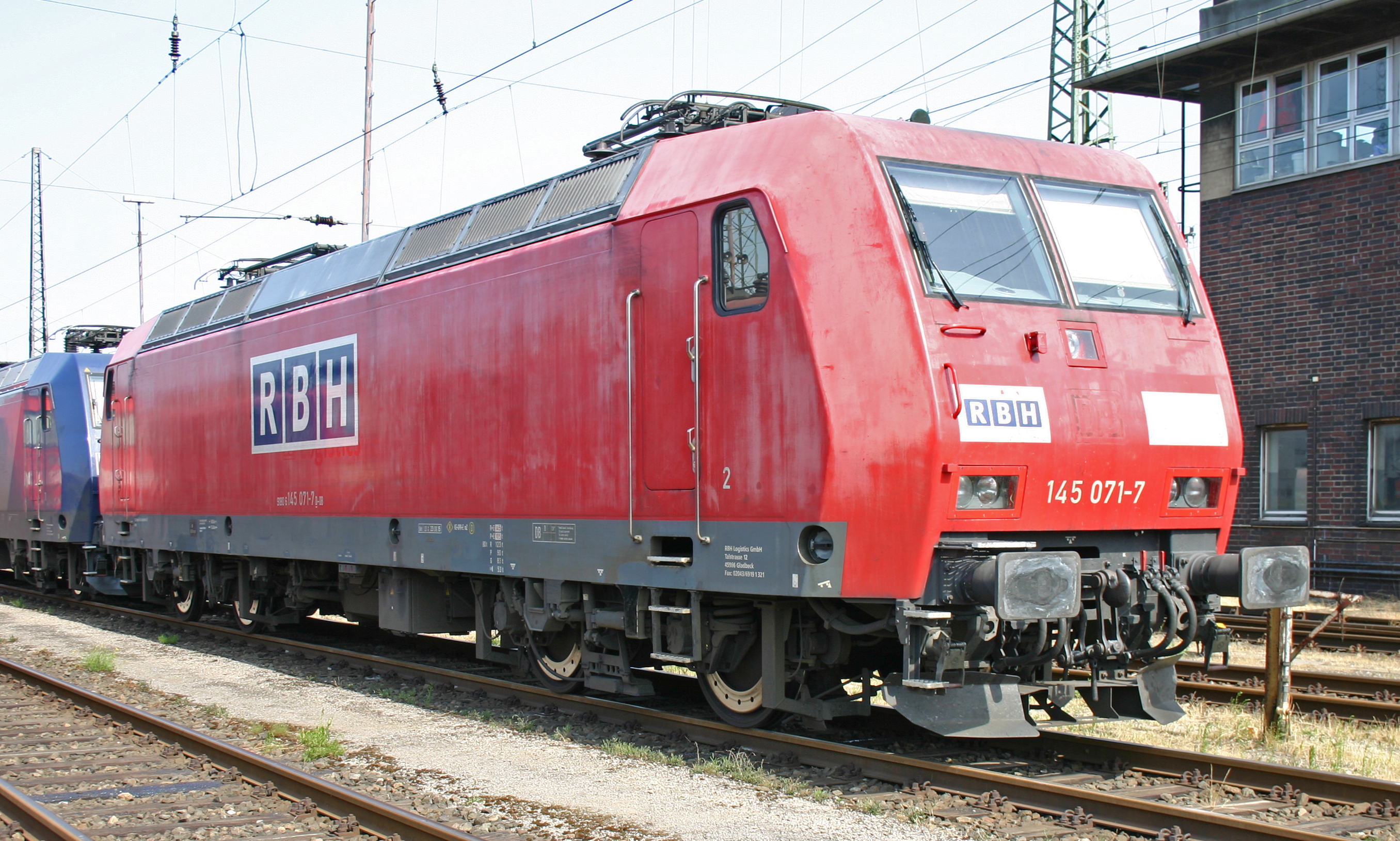
145 071 und eine weitere Maschine abgestellt im Bahnhof Oberhausen West, 2019

Lange Zeit überwogen im Fuhrpark Dampflokomotiven verschiedener Industriebauarten, auch einige ehemalige Staatsbahnlokomotiven wurden nach ihrer Ausmusterung noch einige Jahre auf Zechenbahngleisen eingesetzt, beispielsweise die heute noch erhaltene 80 039. In den 1950er Jahren begann der Einsatz von Diesellokomotiven, auch hier herrschte lange Zeit eine große Typen- und Herstellervielfalt, bedingt durch die Vielzahl der einzelnen Bergbaubetriebe.
Eine Vereinheitlichung begann erst mit der Gründung der Ruhrkohle AG und der Zusammenführung aller Bahnen in eine gemeinsame Gesellschaft. Seitdem wurden vor allem Lokomotiven der Bauart Krauss-Maffei M 700 C und verschiedener Typen der MaK (DE501, DE502 und G1204BB) gekauft. Einige Henschel DHG 500 C wurden übernommenen.
Speziell für die RAG wurde in den 1970er Jahren der Loktyp Henschel E 1200 entwickelt, weitere Elektrolokomotiven waren beispielsweise die Typen EA 500 und EA 1000, die von der Hibernia AG beschafft worden waren.
Ab 1997 begann die Beschaffung von leistungsstärkeren Dieselloks der Bauart MaK G 1206, die unter dem Namen „Ruhrpott-Sprinter“ überwiegend auf DB-Strecken zum Einsatz kommen. Neben elf eigenen Loks dieser Bauart wurden später auch weitere angemietet. Zusätzlich kommt auch eine MaK G 2000 BB zum Einsatz.
Ebenfalls für Verkehre auf DB-Strecken angemietet wurden verschiedene moderne E-Lok-Bauarten wie Bombardier TRAXX und Siemens ES64U2. Nach der Übernahme durch die DB wurde der Fuhrpark durch mehrere Lokomotiven der Baureihe 143 ergänzt, die von der DB an die Tochtergesellschaft verkauft wurden. Seit 2012 werden auch von der DB (vorerst) gemietete Loks der Baureihen 140 und 151 eingesetzt. Der Großteil der Fahrzeuge ist in der aktuellen silber-blauen Farbgebung lackiert.
Mittlerweile wird die Baureihe 143 durch neuere Lokomotiven der Baureihe 145 ersetzt, welche von der DB Cargo übernommen werden.
Für Bahndienstzwecke existieren mehrere Zweiwegefahrzeuge, ein Rottenkraftwagen und ein Turmtriebwagen.